# Punatapakul
Punatapakul (Scytalopus simonsi) är en fågel i familjen tapakuler inom ordningen tättingar.

## Utseende och läte
Punatapakulen är en mycket liten fågel som nästan ser stjärtlös ut. Hanen är askgrå med varmt rödbrunt på kroppens bakre del. Honan liknar hanen, men det rödbruna sträcker sig längre upp på ryggen ända till hjässan. Sången består av enstaka gnissliga "tcheur" som avges taktfast med en till två toner i sekunden i långa serier.

## Utbredning och systematik
Fågeln förekommer i Anderna från sydöstra Peru (Vilcanotabergen) till Bolivia (Cochabamba). Den behandlas som monotypisk, det vill säga att den inte delas in i några underarter.

## Levnadssätt
Punatapakulen hittas i dvärgväxta skogar och fuktiga busk- och gräsmarker på mycket hög höjd, vid eller ovan trädgränsen. Den påträffas ofta i stånd med Polylepsi. Fågeln födosöker enstaka eller par, lågt i den täta vegetationen. Jämfört med tapakuler är den något mindre skygg, men hörs ändå långt oftare än ses.

## Status
Arten har ett begränsat utbredningsområde, men beståndet anses vara stabilt. IUCN kategoriserar arten som livskraftig.

## Namn
Puna är en naturtyp med bergsslätter och ödemarker i de centrala delarna av Anderna i Sydamerika. Fågelns vetenskapliga artnamn hedrar Perry Oveitt Simons (1869-1901), amerikansk samlare av specimen som mördades i Bolivia.